# Сент-Ендрю (Домініка)
Сент-Ендрю (англ. Saint Andrew) - одна з 10 парафій Домініки.  Межує з парафіями Сент-Джон і Сент-Пітер (на заході), Сент-Джозеф (на південному заході) і Сент-Девід (на південному сході).
Парафія Сент-Ендрю є найбільшою в Домініці займаючи 178,27 км². Також вона посідає друге місце за населенням з 10 461 жителями поступаючись лише Сент-Джорджу.

## Поселення
Найбільшим населеним пунктом в парафії є село Меріґот, в якому проживає 2676 чоловік. Інші поселення:
- Уеслі
- Вудфорд Хілл
- Калібіші
- Хампстед
- Бенсе
- Дос Д’Ане
- Анс-дю-Ме
- Пе Буш
- Тібо
- Вєй-Кас (також Ітассі)
- Пенвілл

## Відомі уродженці
Серед відомих людей, що народилися в цій парафії, — знаменитий шкільний вчитель Уіллс Стратмор Стівенс (на честь якого названо школу в Маріго) і прем'єр-міністр Домініки Рузвельт Скерріт (уродженець В'єй-Кас).

## Транспорт
Через Сент-Ендрю проходять деякі з найкращих трас Домініки.
У парафії розташований головний аеропорт Домініки Дуглас-Чарльз (раніше відомий як аеропорт Мелвілл-Холл), який відкрився в 1961 році.  
Аеропорт пристосований навіть для нічних посадок літаків. У 1982 році в Анс-дю-Ме був побудований порт, плаваючий причал для якого надав уряд Канади.

## Промисловість
З середини 2004 року у затоці Маріго функціонує рибогосподарський комплекс.